# Lizzie Velásquez
Pour les articles homonymes, voir Velasquez (homonymie).
Elizabeth Ann « Lizzie » Velásquez, née le 13 mars 1989 à Austin au Texas, est une conférencière motivationnelle et une auteur américaine. 
Elle souffre d’une maladie congénitale très rare, le syndrome d'apparence progéroïde et marfanoïde-lipodystrophie, qui l’empêche notamment d’accumuler de la graisse corporelle. Cette condition engendra des moqueries et du harcèlement au cours de son enfance et de sa jeunesse, ce qui ensuite l’inspira pour donner des conférences motivationnelles.

## Jeunesse et origines
Ainée de trois enfants nés de Rita et Guadalupe Velásquez, elle a vu le jour à Austin, au Texas le 13 mars 1989. Née quatre semaines avant terme, elle ne pesait que 1 219 grammes à sa naissance. 
Elle est diplômée en études de communication de l'université d'État du Texas. Elle est catholique et justifie sa croyance en Dieu en disant qu'il lui a accordé la plus grande des bénédictions de sa vie, à savoir son syndrome.

## Maladie
Lizzie Velásquez souffre d'une maladie extrêmement rare dont on ne connaît que deux autres cas. Elle n'a aucune graisse corporelle et n’a jamais pesé plus de 40 kilos, à cause de sa maladie qui l’empêche de prendre du poids. Elle a besoin de faire beaucoup de petits repas tout au long de la journée. Sa prise quotidienne d’énergie est d’environ 5 000 calories, alors que la moyenne américaine est de 3 770 calories. Elle est aveugle de l’œil droit, qui a commencé à se couvrir quand elle avait quatre ans, et a une vision limitée de l’autre. Elle a un faible système immunitaire. Sa maladie est similaire à beaucoup d’autres maladies. Cependant sa maladie n’est pas terminale. Des chercheurs du centre médical Southwestern de l’université du Texas sont d'avis qu'il s'agit d'une forme de syndrome progéroïde néonatal, affection qui a laissé en bonne santé ses os, ses organes et ses dents.

## Apparence et message
Lizzie Velasquez a quelques caractéristiques physiques progeroides, telles qu’un nez pointu et une peau déjà vieillissante, mais elle a des problèmes supplémentaires au-delà de cette classification diagnostique. Elle a dénoncé les brimades et l’intimidation,. Elle mène une campagne contre le cyberharcèlement,.

## Publications
Son premier travail, publié co-écrit (avec sa mère Rita), est une autobiographie auto-publiée en 2010 en anglais et en espagnol. Elle s’intitule Lizzie beautiful : the Lizzie Velasquez story.
Son second livre, Be beautiful, be you (2012), a pour but d’informer les gens que l’apparence n’importe pas et que chacun devrait s’aimer pour ce qu’il est. 
Son premier livre traduit en français s'intitule J'ai choisi la bienveillance (Dare to be kind). Il est paru en avril 2018 chez Denoël.

## Documentaire
Il existe un film documentaire sur elle qui s’intitule A brave heart : the Lizzie Velasquez story,. La première a eu lieu au festival South by southwest à Austin (Texas) le 14 mars 2015.